# کلیر وینزر
کلیر وینزر (به انگلیسی: Claire Windsor؛ ۱۴ آوریل ۱۸۹۲ – ۲۴ اکتبر ۱۹۷۲) بازیگر اهل ایالات متحده آمریکا بود. وی بین سال‌های ۱۹۱۹ تا ۱۹۴۵ میلادی فعالیت می‌کرد.

## فیلم‌شناسی
از جمله فیلم‌ها یا برنامه‌های تلویزیونی که وی در آن نقش داشته است می‌توان به زلیگ اشاره کرد.

## درگذشت
وینرز در ۲۴ اکتبر ۱۹۷۲، در سن ۸۰ سالگی بر اثر ایست قلبی در بیمارستانی در لس آنجلس، ایالات متحده آمریکا درگذشت.